# Зу Нувас
«Зу Нувас» Юсуф Ас’ар Яс’ар (Йосеф Асар Ясар, в легендарной арабской традиции Ду-Нувас Зур’а Юсуф ибн-Тубан Асад Абу-Кариб; погиб в 525 г.) — йеменский царь, последний правитель независимого Химьяритского царства.
Не носил титула «Царя Саба, Зу-Райдина, Хадрамаута, Яманата и прочих арабов» в отличие от предшествующих ему царей Химьяра. Предпочёл ему титул «Король всех племен» («Mlkn kl-'sh’bn»), указанный в эпиграфии, что отразилось и в его описании в «Сире пророка» («все племена Химьяра избрали его царем»).

## Образ в легендах

### Сира пророка Мухаммада
Согласно Сире Ибн Исхака, Юсуфа от рождения звали Зур’а, и он был сыном знаменитого царя Химьяра Абу-Кариба, который пришёл к власти, победив тирана — язычника Зу Шанатира, заколов его кинжалом и отрубив его голову. После этого все главы племен Химьяра избрали его царем. Позже он принимает имя Юсуф и становится иудеем, как и Абу-Кариб.
Потом ни с того ни с сего он нападает на Наджран, узнав, что этот йеменский город принял христианство и приказывает наджранцам принять его веру, кидая в траншеи с огнём тех, кто отказался.
Об этом, говорит Ибн Исхак, написано в Суре аль-Бурудж.
Один из наджранцев, Даус, бежит к императору с просьбой оказать помощь христианам, но тот отказывается, так как Йемен далек от Византии, после чего Даус убеждает Негуса Аксумского сделать то же самое, и тот посылает войска, чтобы победить Химьяритов.
У Баб-эль-Мандебского пролива армия Юсуфа терпит такие потери, что царь в отчаянии едет на лошади в море, пока пучина не поглотит его.
Такую же историю рассказывает Вахб ибн Мунаббих, добавляя, что Наджран обратил в христианство некий Гассанид (не исключено, что и Файмиюн был Гассанидом), и что Юсуф скончался в возрасте 39 лет.

### Хроника Сеерта
В соответствии с Хроникой Сеерта:
«В земле Наджран в Йемене во времена Йaздегерда жил известный торговец по имени Ханнан. Однажды он отправился в Константинополь по делам. Он вернулся домой, а затем отправился в Персию. Когда он проходил мимо Хиры, он провел некоторое время с христианами и узнал их учение. Он крестился и оставался там некоторое время. Затем он вернулся в свою страну и пытался убедить других принять христианство. Он крестил членов и других в своей стране и соседних регионах. Они помогли ему обратить людей Химьяра и прилегающих районов Абиссинии. Позже этой областью правил еврейский царь по имени Масрук. Его мать была еврейкой, пленницей, привезенной из Нисибиса, проданной царю Йемена. Она обучала своего сына иудаизму. Когда он взошел на престол своего отца, он убил многих христиан. Все это рассказывает Барсада в своей истории.»
Имя «Масрук» дано герою и в книге Химьяритов, которую относят или к более раннему шестому веку или к тому же времени, что и Хронику.

## Религия и политика в 6-м веке
Главное, чем прославился Юсуф, была его война против Наджрана, которая была интерпретирована большинством исторических источников как экспансивная война, произошедшая по причине неприязни царя к христианам. Пример такого источника — Послание Симеона Бетаршамского и Книга Химьяритов. Наратив был перенят и Ибн Исхаком — автором «Сиры» через Вахба ибн-аль-Мунаббиха.
Причиной такой интерпретации послужило то, что большинство источников о Юсуфе написано пером союзников Восточной Римской Империи, которые пытались дерационализировать его действия.
Во время, в которое жил Юсуф, религия и политическая ассоциация индивида были тесно связаны. Мир был поделен между Римскими союзниками, обычно монофизитами и миафизитами, и язычниками и иудеями разных минхагов. Несториане склонялись то в одну, то в другую сторону, в общем будучи дружественнее персам. Таким образом появилась ось союзников Сассанидов, состоявшая из Лахмидов, унаследовавших часть бывшей земли Арсакидов, и Химьяра: нехристианские и нехалкедонские народы предпочли укреплять связи с персами и друг с другом.
В середине IV в. в Химьяре действовали многочисленные христианские миссии. Сообщающий об этом церковный автор Филосторгиос отмечает, что христианское миссионерство в Химьяре встретило резкую оппозицию со стороны местных евреев. Это сообщение — первое сохранившееся в литературе упоминание о евреях в Южной Аравии. Однако, могли существовать и не-аксумские миссии, на что намекает «Легенда об Азкире», повествующая о миссионере из Наджрана, который был казнен Шархабилем Якуфом, правившим в Химьяре уже в 5-м веке.
Римляне, несмотря на интерес к Химьяру с точки зрения торговых путей, плохо представляли, что там происходит, и оттуда произошла географическая ошибка, созданная Малалой.

## Начало царствования
В конце пятого века нашей эры в Химьяре царствовал некий Мартадэль Якуф, о религиозной приверженности которого нет чёткой информации, однако некоторые предполагают что он был Аксумским наместником.
Первые годы шестого века являются темным временем для Химьяра: эпиграфических данных и других исторических источников, относящихся к первой декаде почти нет, и непонятно, когда Аксумиты избрали царем Мадикариба Яфура, упомянутого в двух эпиграфиях. Однако «Послание Симеона Бет Аршамского» и «Книга Химьяритов», в последней из которых его зовут Мадикарим, подтверждают, что он правил от имени Аксума.
В это время в Химьяре выделяется группа племен Хадрамавта и северного Йемена, руководимая язанидами, сыновьями Лухаййя Юрхама, в которую входит и племя Гайман из округа Сана. Так как именно они будут сопровождать Юсуфа во время похода на Наджран, вероятно, что он был в их числе.
Мадикариб — если верить Книге Химьяритов, имел большую поддержку со стороны Наджранцев, помогавших ему и финансами.
В 515 году по неясным причинам начинается война между ним и королем Лахмидов из Ирака, язычником Аль Мунзиром, в итоге которой Мадикариб подчинил себе «восставших арабов».
Вероятно, как и говорит «Послание» и «Книга Химьяритов», вскоре после этой войны Мадикариб скончался. Было это зимой, и, воспользовавшись положением в стране, Юсуф взял бразды правления в свои руки. О том, что происходило в течение года, можно узнать из надписей найденных в Бир-Хима, говоривших о походе на Наджран, которым руководили кайль Язанидов Шархабиль Якбуль и генерал Тамим.

## Поход на Наджран
С помощью Язанидов, а также контингентов из Арабов Кинды и Мадхиджа Юсуф руководит кампаниями, целью которых является освобождение Йемена от абиссинцев.
Первым был взят Зафар, в котором была сожжена церковь, и произошел бой против абиссинцев. Произошли битвы в других городах Йемена, включая Моху и Фарасанские острова, где жили абиссинцы и некие Фарасаниты.
Будучи то в Мохе, то в Мандебе, Юсуф посылает Шархабиля Якбуля вместе с Тамимом и племенными войсками на Наджран. Они просят город сдаться и дать им заложников, но Наджран был единственным городом, который отказался это сделать.
Тогда Язаниды ведут поход и на него, убивая 12 000 людей и взяв еще больше людей и скота в заложники. Была сожжена и церковь.
Экспедиция заняла 13 месяцев и была закончена в 517 н. э. когда и были написаны эпиграфии Ja1028, Ry517 и Ry518, в хронологически обратном порядке.
Эпиграфии имеют важное историческое значение и для определения религии Юсуфа и его подданных: они написаны именем Рахмана, который тоже называется в них Мухаммад и Господин Евреев.
«Послание Симеона Бет Аршамского» интерпретирует эту войну как веденную с целью очистить Химьяр от христиан, описав исключительно события в Наджране с стереотипизацией и преувеличениями. Оно пишет, что Юсуф был в Наджране лично, и после кампании послал письмо Мунзиру, призывая и его уничтожить христиан среди Лахмидского королевства.
Мунзир якобы зачитал письмо вслух во время принятия посольства, состоявшего из Симеона Бет Аршамского и епископа Сергия, посланного к нему для заключения мира, и высмеял послов и их религию.

## Падение и гибель
Юсуф вероятно умер в 525 году, к которому относится надпись CIH 621. В ней Самайфа еще не представляется царем Химьяра, хотя она содержит следующее:
«1 Самайфа Ашва и его сыновья, сыновья Лухаййя Шархабиль Якмуль и Мадикариб Яфур,
……………….(перечисление племен которые следовали за ними)……………
6 Саклан , Сакарад и его кабиры и правители Сайбана зу Насаф написали эту надпись
в цитадели Mwyt, когда они оправили ее стены, ее цитадели, ее врата, цистерны и входные пути,
 8 пока они были заключены в ней, когда они вернулись из Абиссинии, и Абиссинцы послали армию
 9 в Химьярскую землю и убили царя Химьяра, и его кайлей, Химьяритов и Рахбанитов
 10 Месяц зу-Халтан, 640 Химьярской эры» (525 н. э.)
Что некоторые интерпретируют как то, что Язаниды сами в ходе войны удалились от Юсуфа, и преследуя свои собственные амбиции, избавились от него с помощью бывших врагов — Абиссинцев.
После этого Самайфа становится наместником Абиссинцев в Химьяре, восстанавливает старый титул, и принимает христианство.
Надпись Ist 7608 bis упоминает нескольких людей с из племени Талаба, что не исключает того что они могли бы помочь в процессе свержения Юсуфа и персонаж Дауса не появился ниоткуда.

## Отношения с другими странами
В хрониках есть намеки на то, что Юсуф поддерживал дружественные отношения с Хирой Лахмидов и ее царем Аль-Мунзиром, с которым они обменивались письмами, и Лахмиды координировали отношения с арабскими племенами, лояльными Химьяру и торговлей, чтобы не дать римлянам стать слишком сильными в регионе. Согласно некоторым теориям, Юсуф был лоялен непосредственно Лахмидам.

## Происхождение и имя
Согласно некоторым арабским источникам, Зу Нувас - это кличка, данная ему за длинные пряди, которые носят евреи. Однако, непонятно, почему именно ему дали такое имя при том, что большинство Химьярских правителей было евреями и до него, и пейсы называются в арабских источниках и другими словами, к примеру dhuabatayn. Также нет подтверждения тому, что йеменские евреи в шестом веке в обязательном порядке носили пейсы. Если это и было кличкой, то скорее всего данной ему не местными Сабеями.

### Нисба
Традиционная арабская хронография делает Юсуфа Химьяритом.
Кристиан Робин, один из главных исследователей Химьяритской истории на западе, а также Айша Абдульджадайль предполагали, что Юсуф относился к племени Язанидов из-за его тесных связей с ними.
Однако есть более прозаичная версия, которую продвинул один йеменский историк, что зу Нува с- это насаб царя, относящий его в племени На’асум из племени Гайман, что означает, что как минимум по отцовской линии Юсуф был Хамданидом, а не Химьяритом. С точностью можно только заявить, что такое племя существовало.
Это вписывается в контекст истории: его род был влиятельным до химьяритского завоевания Сабы, и он мог воспользоваться политическим вакуумом, чтобы вернуть себе достойное место. Гайманиты принимали участие в походах Язанидов до пришествия Юсуфа к власти, как видно из надписи BR-Yanbuq 47.